# Melao
Melao is een bestuurslaag in het regentschap Bengkulu Selatan van de provincie Bengkulu, Indonesië. Melao telt 372 inwoners (volkstelling 2010).